# Challenger de Jinan
El China International Challenger Jinan es un torneo profesional de tenis. Pertenece al ATP Challenger Series. Se juega desde el año 2017 sobre pistas dura, en Jinan, China.

## Palmarés

### Individuales
| Año  | Campeón     | Finalista         | Resultado |
| ---- | ----------- | ----------------- | --------- |
| 2017 | Lu Yen-hsun | Ričardas Berankis | 6–3, 6–1  |

### Dobles
| Año  | Campeones                       | Finalistas                   | Resultado        |
| ---- | ------------------------------- | ---------------------------- | ---------------- |
| 2017 | Hsieh Cheng-peng Peng Hsien-yin | Sriram Balaji Vishnu Vardhan | 4–6, 6–4, [10–4] |